# Rostislav Vermouzek
Rostislav Vermouzek (18. března 1911 Moravské Knínice – 10. září 1993 Moravské Knínice) byl český pedagog, historik a vlastivědný pracovník (práce z oboru vinařství, vlastivědné a historické práce z jihomoravského regionu).

## Život
Rostislav Vermouzek se narodil 18. března 1911 v Moravských Knínicích v rodině klempíře. Vystudoval reálku v Brně, vykonal doplňovací zkoušku na učitelském ústavu a získal kvalifikaci pro výuku na obecních školách. Později získal kvalifikaci z matematiky, rýsování a kreslení pro druhý stupeň škol, vystudoval historii v Brně a Olomouci a získal titul doktora filozofie (1968). Jako učitel působil v Lomnici a v Nedvědici (1937–1940), v 60. letech v Brněnských Ivanovicích. Byl zaníceným jihomoravským historikem, kterého zajímala archeologie, genealogie, národopis a toponomastika. Zajímaly ho zaniklé osady, středověké cesty i vinohrady.

## Dílo
Pravidelně od roku 1960 do roku 1971 přispíval do Vlastivědných zpráv z Adamova a okolí. Ve sborníku Jižní Morava jeho články vycházely od roku 1971 do roku 1994, v roce 2005 tam zpracoval jeho poznatky Karel Altman.
Tiskli jej také ve Věstníku NSČ při ČSAV a SNS při SAV, 1968, ve Vlastivědném věstníku moravském, 1978, 1985, 1992, 1997, v Českém lidu, 1971, 1975, ve Sborníku Technického muzea v Brně, 1978, jako účastník XIII. celostátní konference k problematice historické archeologie přispěl do sborníku ARCHAEOLOGIA HISTORICA 7/82, přispěl do sborníku Mikulovská sympozia XVI, 1987, psal i pro Národopisné aktuality, 1987, 1990, Zkoumání výrobních objektů a technologií archeologickými metodami, 1987, 1988, Forum Brunense, 1990, Onomastický zpravodaj ČSAV, 1991-92.
Knižně publikoval mj. v edici Vlastivědná knihovna moravská (sv. 21, 26 a 35), podílel se na sv. 73 – Kostice: dějiny a lidová kultura (Jan Janák a autorský kolektiv).

### Knižní publikace
- Die Weingärten in der Umgebung von Tišnov. Praha: Academia, 1971. 53, [1] s. Acta scientiarum naturalium Academiae scientiarum Bohemoslovacae, Brno. Tomus 5, Nova series; Fasc. 4.
- Vinice na Blanensku. Blansko, 1971.
- Dějiny Bystrce od nejstaršího osídlení k socialistické přítomnosti a budoucnosti. Bystrc: Místní národní výbor, 1973, 142 s., příl. Spolu s Jaroslavem DŘÍMALEM a Karlem JANIŠEM.
- Těšany: Od nejstarších pramenů k socialistickému dnešku. Brno: Musejní spolek, 1975. 193, [2] s. Vlastivědná knihovna moravská; sv. 21.
- Čebín: Historie i socialistická přítomnost. Brno: Blok, 1978. 153, [1] s. Spolu s Františkem ČAPKOU.
- Těšany 1131–1981. Brno: Muzejní a vlastivědná společnost, 1981, 32 s.
- Lanžhot, osada na soutoku: 1131–1981. Brno: Muzejní a vlastivědná společnost, 1981, 23 s. Spolu s Františkem ČAPKOU a Ladislavem NĚMEČKEM.
- Lanžhot: Příroda a dějiny. Praha: TEPS místního hospodářství, 1983. 503 s. Vlastivědná knihovna moravská; sv. 35. Ed. aj.
- Drásovská škola: 1928–1988. Drásov: Základní škola, 1988, 21 s.